# Mary Wesley
Mary Aline Mynors Farmar (n. 24 iunie 1912, Englefield Green⁠(d), Runnymede, Anglia, Regatul Unit al Marii Britanii și Irlandei – d. 30 decembrie 2002, Totnes, Anglia, Regatul Unit), mai bine cunoscută ca Mary Wesley, a fost o scriitoare britanică. De-a lungul carierei, ea a fost una dintre cele mai de succes romanciere din Marea Britanie, vânzând trei milioane de exemplare ale cărților sale, având zece bestselleruri în ultimii douăzeci de ani din viața ei.

## Lista operelor

### Romane pentru copii
- Speaking Terms (1969)
- The Sixth Seal (1969)
- Haphazard House (1983)

### Alte romane (pentru adulți)
- Jumping the Queue (1983)
- The Camomile Lawn (1984)
- Harnessing Peacocks (1985)
- The Vacillations of Poppy Carew (1986)
- Not That Sort of Girl (1987)
- Second Fiddle (1988)
- A Sensible Life (1990)
- A Dubious Legacy (1992)
- An Imaginative Experience (1994)
- Part of the Furniture (1997)

### Lucrări autobiografice
- Part of the Scenery (2001)
- Darling Pol : Letters of Mary Wesley and Eric Siepmann 1944-1967 (2017)